# شینوسوکه ساتو
شینوسوکه ساتو (ژاپنی: 佐藤 慎之介؛ زادهٔ ۹ مهٔ ۱۹۹۱) یک بازیکن فوتبال اهل ژاپن است.
از باشگاه‌هایی که در آن بازی کرده‌است می‌توان به باشگاه فوتبال جف یونایتد چیبا و باشگاه فوتبال رواسو کوماموتو اشاره کرد.